# Ihosy (Distrikt)

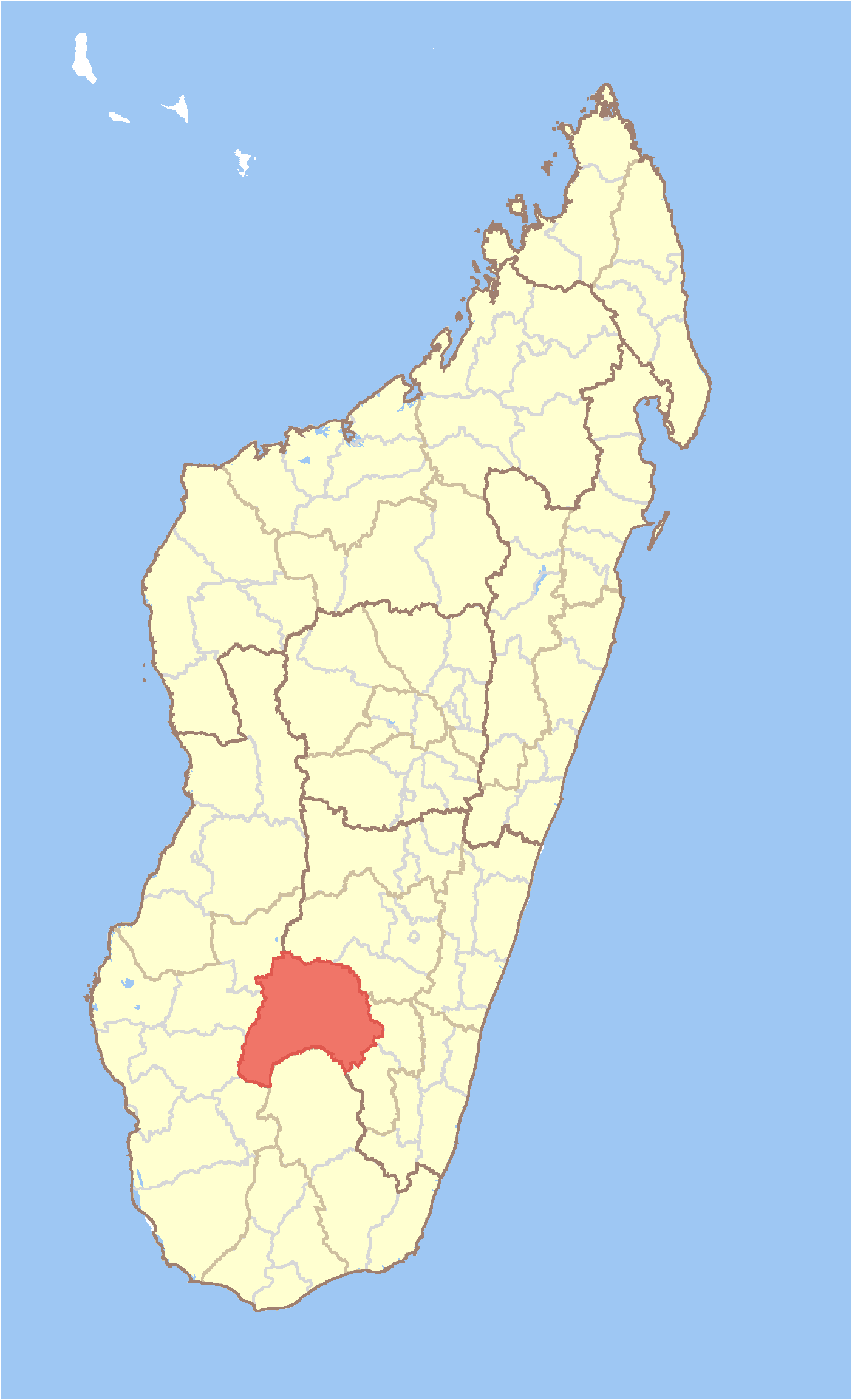
Lage des Distriktes (rot) in Madagaskar

Ihosy ist einer von drei Distrikten in der Region Ihorombe in Madagaskar. Der Hauptort dieses Distrikts ist Ihosy.

## Bergbau
Der Distrikt ist reich an Mineralen. So wurden bei Ilakaka Saphir und Chrysoberyll, bei Zazafotsy Rubin, Saphir, Heliodor, sowie bei Ambia Spinell gefunden. Weitere Edelsteinfunde mit nicht näher bestimmter Lagerstätte in Ihosy sind Aquamarin, die Chrysoberyllvarietät Alexandrit, verschiedene Granate und Turmaline, die Quarzvarietäten Amethyst, Rosenquarz und Rauchquarz, Topas und Zirkon.

## Geografie
Ihosy ist einer von drei Distrikten in der Region Ihorombe, in der ehemaligen Provinz Fianarantsoa in Madagaskar. In Ihosy lebten 2001 auf einer Fläche von 17.358 km² knapp 106.591 Menschen. Der Nationalpark Isalo liegt im Westen des Distrikts.
Zu dem Distrikt gehören 17 Gemeinden:
- Ambatolahy
- Ambia
- Analaliry
- Analavoka
- Andiolava
- Ankily
- Ihosy
- Ilakaka
- Irina
- Mahasoa
- Menamaty Iloto
- Ranohira
- Sahambano
- Sakalalina
- Satrokala
- Soamatasy
- Zazafotsy